# Mariä Himmelfahrt (Kelheim)

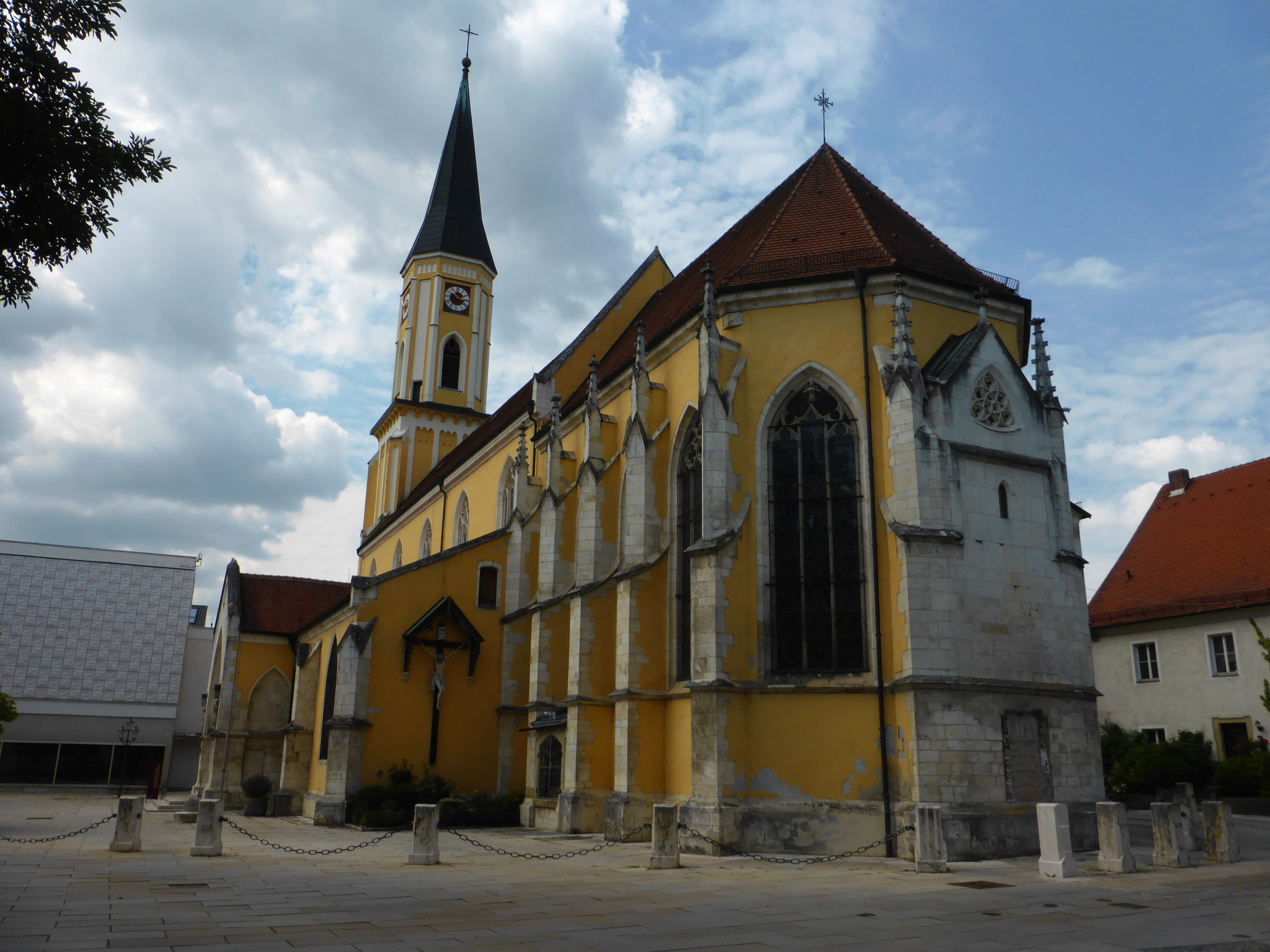
Außenansicht der Stadtpfarrkirche Mariä Himmelfahrt von Osten

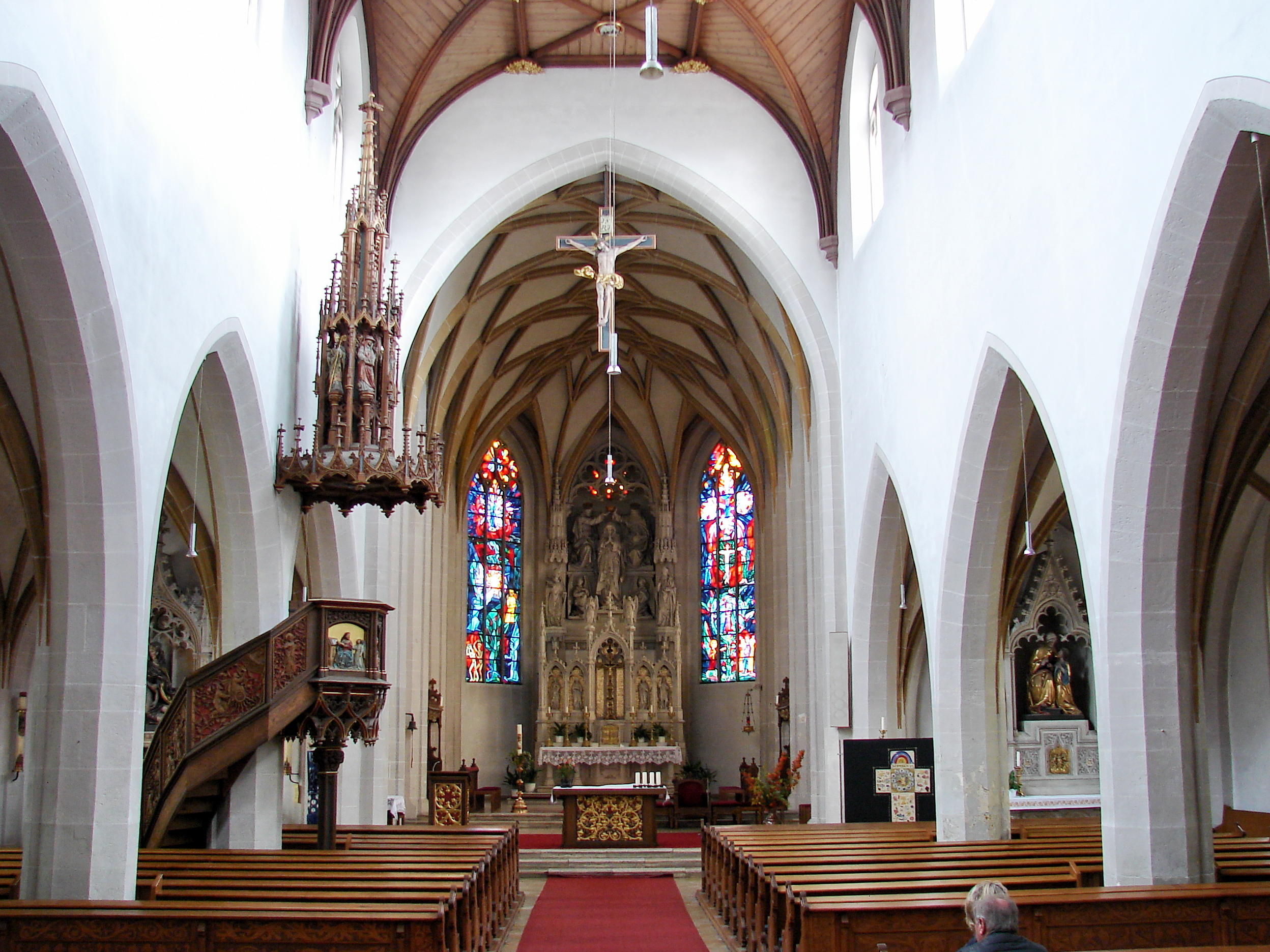
Innenansicht

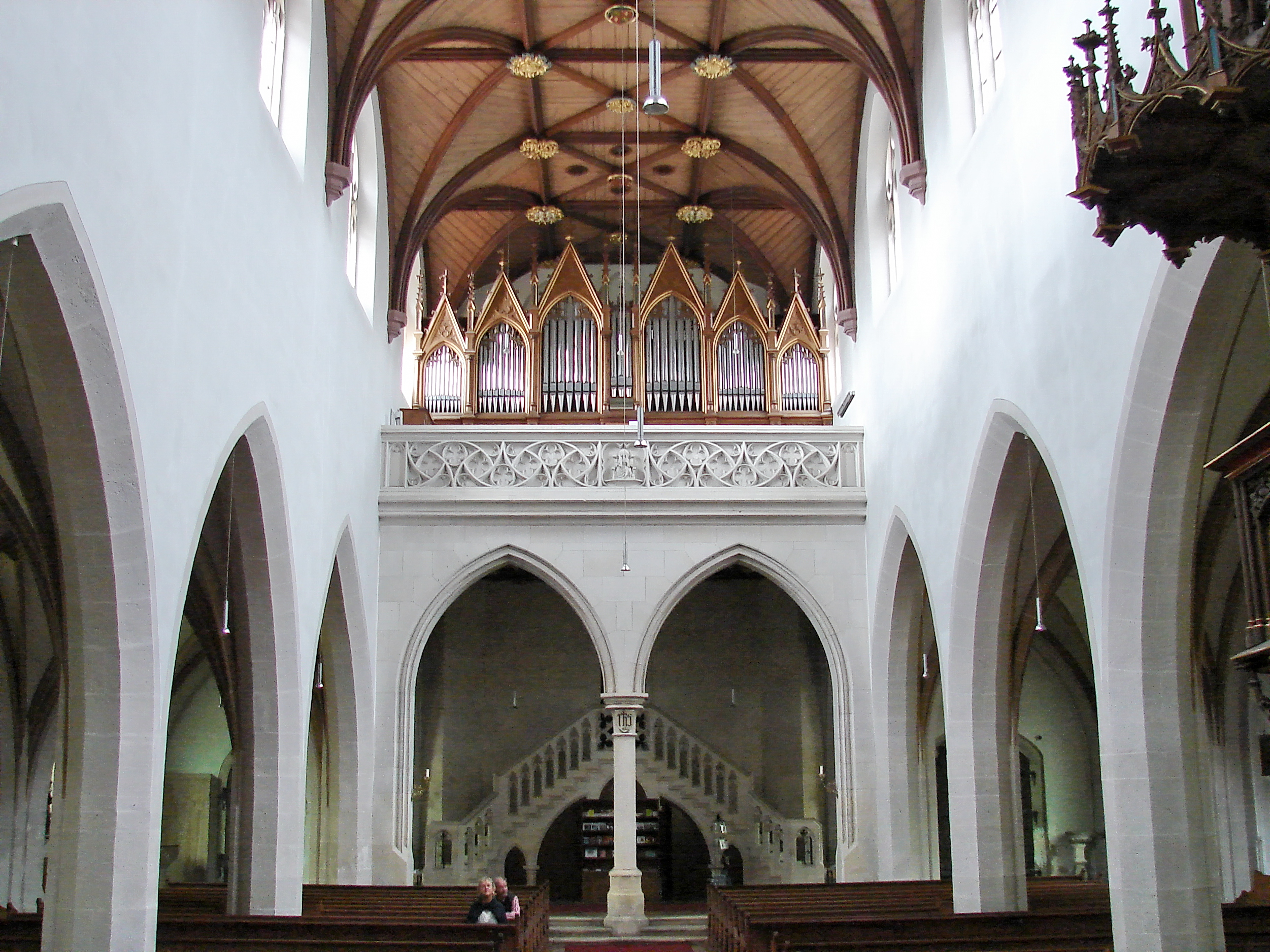
Gegenblick zur Empore

Die römisch-katholische Stadtpfarrkirche Mariä Himmelfahrt in der niederbayerischen Stadt Kelheim ist ein Kirchengebäude des Bistums Regensburg, das im Laufe des 15. Jahrhunderts im gotischen Stil errichtet und im 19. Jahrhundert teilweise im neugotischen Stil umgestaltet wurde.

## Geschichte
Die erste Pfarrkirche Kelheims dürfte um das Jahr 1000 entstanden sein, etwa als dem Ort die Marktrechte verliehen wurden. Die heutige Pfarrkirche wurde ab etwa 1420 erbaut. Damals wurde mit der Errichtung des dreischiffigen, basilikalen Langhauses begonnen. Um 1460 wurde der Chor mit Fünfachtelschluss errichtet, wie eine Bauinschrift von 1466 am Chorbogen bezeugt. Die Seitenschiffe wurden vermutlich erst später fertiggestellt, daher die Bauinschrift von 1513 im südlichen Seitenschiff. Aufgrund mangelnder finanzieller Möglichkeiten wurde anstelle eines Kirchturms ein Schutzturm der nahegelegenen Stadtmauer als solcher verwendet. Dieser wurde mit einem Spitzhelm versehen und mittels eines Schwibbogens mit dem Chorraum der neuen Kirche verbunden. Bereits 1501 erhielt der ungewöhnliche Kirchturm eine Laterne; nach der Fertigstellung des Kirchenbaus wurde er mit bunt glasierten Ziegeln eingedeckt.
Da die Stadtbefestigung nahe dem Zusammenfluss von Donau und Altmühl lag, setzten ihr zahlreiche Überschwemmungen schwer zu. So musste der als Kirchturm genutzte Wehrturm 1689 neu errichtet werden, wobei ihm eine zweite Laterne aufgesetzt wurde. 1691 erhielt er mit Turmkugel und Wetterhahn seinen oberen Abschluss. Auch dieser Turm musste wegen Einsturzgefahr 1846 abgebrochen werden. Nach 16 Jahren ohne Kirchturm wurde 1862 der heutige neugotische Turm an der Westseite des Kirchenbaus errichtet. Mit diesem wurde das Langhaus erst bei einer Erweiterung in den Jahren 1877 bis 1886 verbunden. Dabei wurde auch die zuvor barockisierte Innenausstattung der Kirche weitgehend entfernt und durch neugotische Stücke ersetzt. Daneben sind noch einige Reste der original gotischen Ausstattung erhalten. Vor dieser Umgestaltung befanden sich in der Kirche sechs Altäre: der Hochaltar im Chorraum, der Kreuzaltar im Hauptschiff, der Apostel- und der Barbaraaltar im linken Seitenschiff sowie der Nikolai- und der Wolfgangsaltar im rechten Seitenschiff.

## Beschreibung

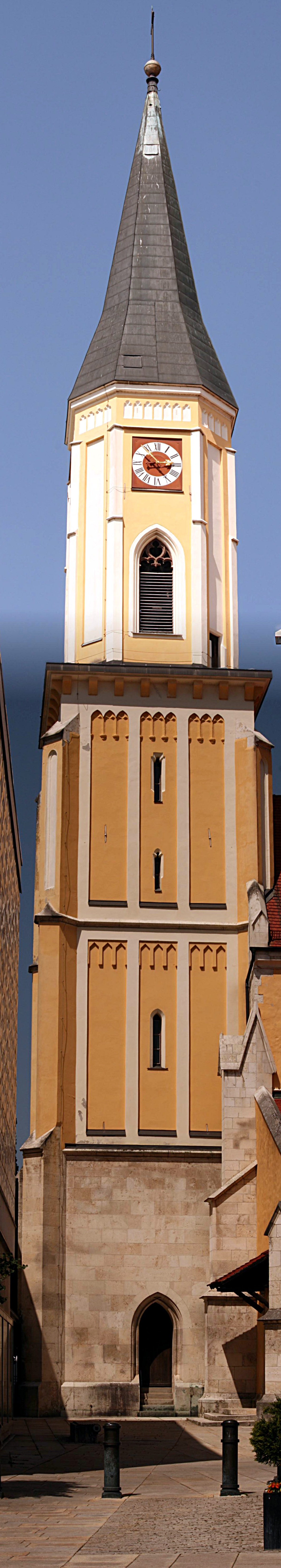
Turm der Stadtpfarrkirche von Süden

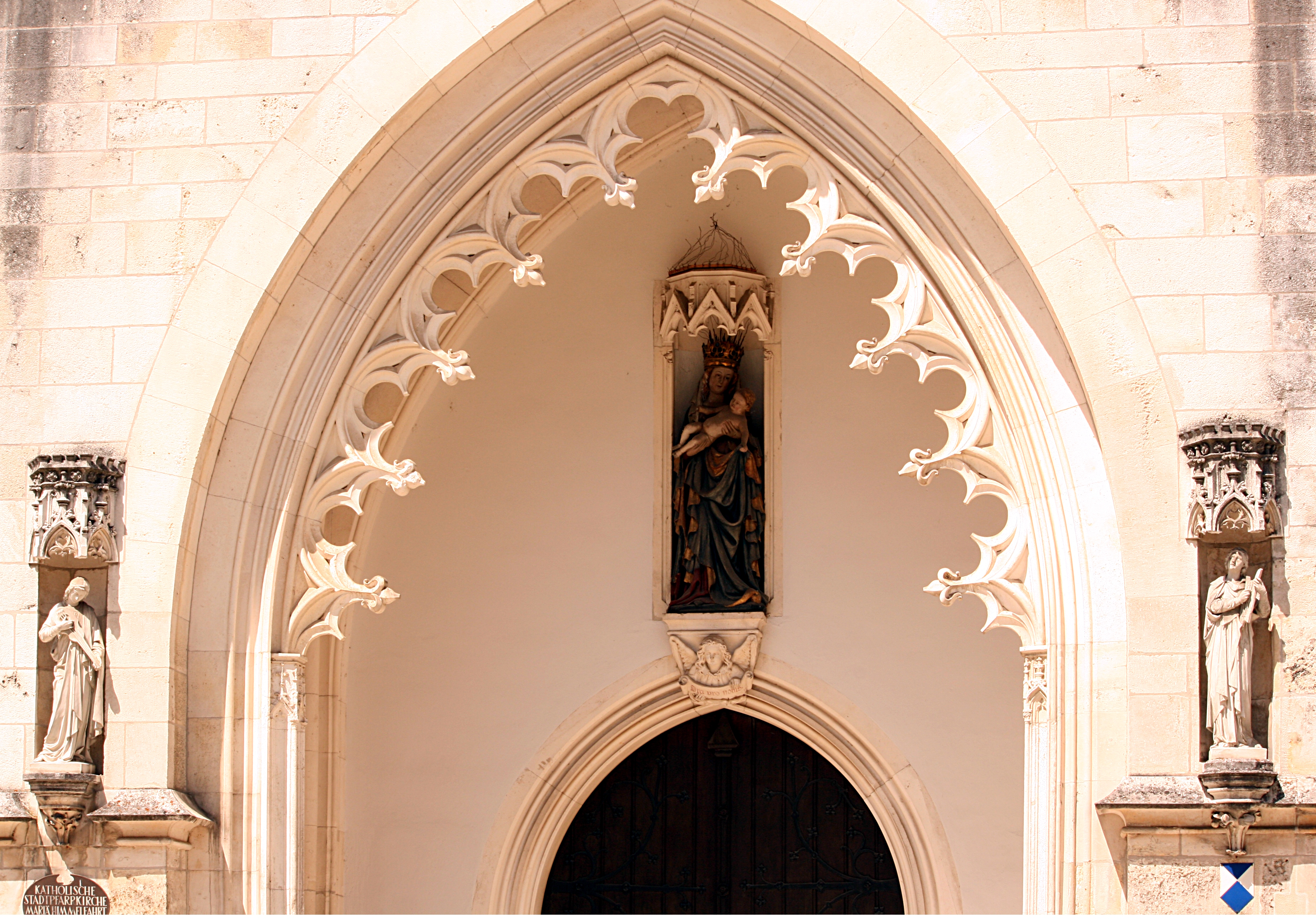
Südportal mit gotischer Marienfigur (um 1450)

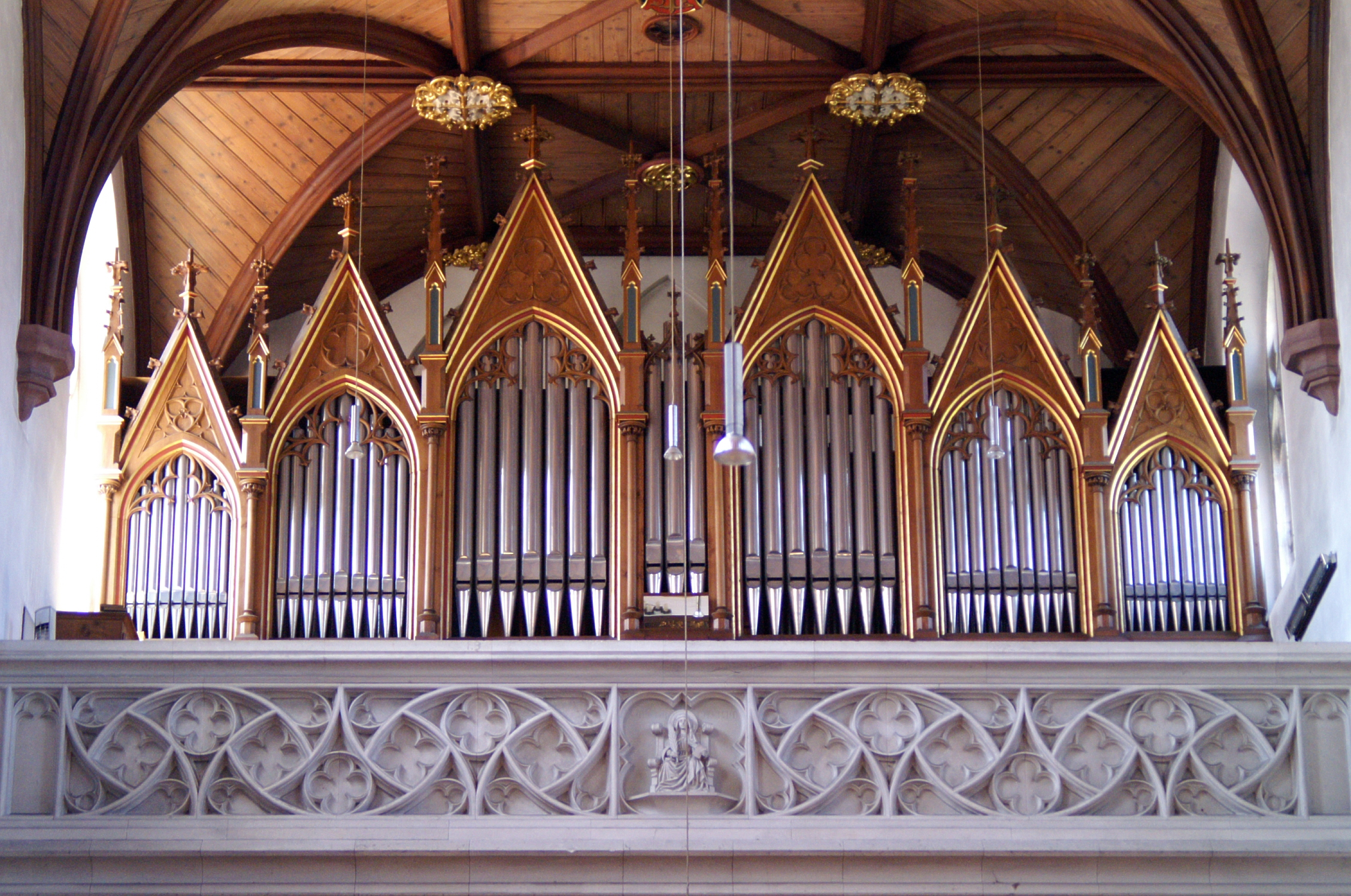
Orgel

### Architektur
Die nach Osten ausgerichtete Pfarrkirche besitzt einen dreijochigen Chor in Mittelschiffbreite mit Fünfachtelschluss, an den auf der Nordseite eine zweigeschossige Sakristei angebaut ist. Das dreischiffiges Langhaus zu fünf Jochen ist in der typischen Bauform einer Basilika gehalten – mit überhöhtem Hauptschiff, das von Obergaden beleuchtet wird, und niedrigen Seitenschiffen mit Pultdach. Im jeweils mittleren Langhausjoch ist nach Norden und Süden hin ein Portalvorbau mit Dreiecksgiebel und spitzbogiger Öffnung angefügt. Der Chor ist ebenso breit wie das Hauptschiff; die beiden Seitenschiffe besitzen an ihren Stirnseiten jeweils einen geraden Abschluss. Der Außenbau der Kirche wird von Strebewerk und mehrbahnigen Maßwerkfenstern gegliedert. Die Strebepfeiler am Chor besonders aufwändig gestaltet sind und schließen nach oben hin mit Fialen ab. Die Maßwerkfenster an Chor und Obergaden sind dreibahnig ausgeführt, die in die Seitenschiffen gar fünfbahnig.
An das Langhaus schließt auf der Westseite der ausspringende, viergeschossige Turm an. Die unteren drei Geschosse sind über quadratischem Grundriss errichtet und werden von zweifach abgesetzten Eckstrebe gegliedert. Das Erdgeschoss ist dabei aus sichtbaren Kalksteinquadern aufgebaut; die beiden darüberliegenden Geschosse sind verputzt und werden von Lisenen und Spitzbogenfriesen gegliedert. Oberhalb eines kräftigen Gesimses verjüngt sich der Turm und nimmt eine oktogonale Form an. Die Ecken sind dabei mit einfach abgesetzten Dreiecksstreben versehen. Während die schräggestellten Seiten mit weiß getünchten Rücklagen besetzt sind, enthalten die übrigen vier Seiten je eine spitzbogige Schallöffnung mit Maßwerk und eine Turmuhr. Den oberen Abschluss bildet ein achtseitiger Spitzhelm mit Turmkugel und Kreuz.
Das Hauptschiff wird von einer flachen Holzkonstruktion überspannt, welche die Illusion eines gotischen Rippengewölbes erwecken soll. Die Rippen entspringen dabei aus polygonalen Konsolen. In den Seitenschiffen ist jeweils ein einfaches Kreuzrippengewölbe eingezogen. Das Chorgewölbe besitzt sternförmige Konfiguration und ist damit deutlich aufwändiger gestaltet. Sowohl der Chorbogen als auch die Scheidbögen sind spitzbogig ausgeführt. Im rückwärtigen Joch des Mittelschiffs ist die Orgelempore mit maßwerkverzierter Brüstung eingezogen. Diese ruht auf einer schlanken Rundsäule, die zwei spitzbogige Durchlässe voneinander abtrennt.

### Ausstattung
Die Ausstattung der Stadtpfarrkirche ist überwiegend neugotisch und wurde während der Kirchenrenovierung 1877/86 angeschafft. Besondere Beachtung verdient dabei der Hochaltar des ortsansässigen Bildhauers Johann Obermeier, der aus Kelheimer Marmor gemeißelt ist. In der oberen Hälfte des Altaraufbaus ist die Krönung Mariens im Himmel durch die Heilige Dreifaltigkeit dargestellt.
Außerdem befinden sich in der Kirche noch Reste der original gotischen Ausstattung. Die beiden Tafelbilder im Chorraum wurden beispielsweise Ende des 15. Jahrhunderts gefertigt. Der linke Seitenaltar zeigt eine lebensgroße Pietà, ein Schnitzwerk aus dem 15. Jahrhundert. Auch die Figur des heiligen Johannes in der Taufkapelle stammt aus der Zeit um 1500. Außen über dem Südportal ist eine steinerne Marienfigur zu sehen, die um 1450 entstanden sein dürfte.
Von dem Friedhof, der vermutlich um das Jahr 1000 auf dem heutigen Kirchplatz angelegt und schließlich 1855 aufgelöst wurde, zeugt heute nur noch eine neugotische Laternensäule. Darunter wurden die Gebeine aller Toten bestattet, die auf dem aufgelassenen Friedhof begraben worden waren.

### Orgel
Die erste bekannte Orgel wurde 1919 als Opus 355 von Willibald Siemann mit pneumatischen Kegelladen gefertigt. Sie verfügte über insgesamt 21 Register auf zwei Manualen und Pedal. 1982 errichtete der ortsansässige Orgelbauer Hermann Kloss hinter dem sechsteiligen, neogotischen Prospekt der Vorgängerorgel eine neue Schleifladenorgel mit insgesamt 26 Registern auf zwei Manualen und Pedal. Deren Disposition lautet wie folgt:
| I. Manual C–g3 |                  |       |  |
| 1.             | Bordun           | 16′   |  |
| 2.             | Principal        | 8′    |  |
| 3.             | Flûte harmonique | 8′    |  |
| 4.             | Oktave           | 4′    |  |
| 5.             | Nachthorn        | 4′    |  |
| 6.             | Superoktave      | 2′    |  |
| 7.             | Sesquialter II   |       |  |
| 8.             | Mixtur IV        | 1 ⁄3′ |  |
| 9.             | Trompete         | 8′    |  |

| II. Manual C–g3 |                   |        |
| 10.             | Gedackt           | 8′     |
| 11.             | Gedacktschwebung  | 8′     |
| 12.             | Fugara            | 8′     |
| 13.             | Flachflöte        | 4′     |
| 14.             | Nasard            | 2 ⁄3′  |
| 15.             | Schwiegel         | 2′     |
| 16.             | Terz              | 1 3⁄5′ |
| 17.             | Larigot           | 1 ⁄3′  |
| 18.             | Scharffzimbel III | 1⁄2′   |
| 19.             | Oboe              | 8′     |
|                 | Tremulant         |        |

| Pedal C–f1 |                 |        |
| 20.        | Violonbaß       | 16′    |
| 21.        | Subbaß          | 16′    |
| 22.        | Oktavbaß        | 8′     |
| 23.        | Hohlflöte       | 8′     |
| 24.        | Choralprincipal | 4′     |
| 25.        | Rauschwerk V    | 5 1⁄3′ |
| 26.        | Posaune         | 16′    |

- Koppeln: II/I, I/P, II/P
- Spielhilfen: 2 freie Kombinationen A/B, Auslöser, Plenum, Tutti, Handregister ab, Zungen ab, Pedalkombination, Crescendowalze, Jal. Schweller II. Manual, Freie Pedalkombination 20 - 26

### Glocken
Aus dem rund 63 Meter hohen Kirchturm erklingen ein fünfstimmiges Geläut mit der Tonfolge des1–es1–f1–as1–b1 (mit den Schlagtönen des1-4, es1-4, f1+2, as1+2 und b1-2) sowie eine ausschließlich solistisch geläutete Sterbeglocke. Alle Glocken stammen aus der ehemaligen Glockengießerei Hamm-Hofweber in Regensburg.